# Atelier Totori: The Adventurer of Arland
Atelier Totori: The Adventurer of Arland, in Giappone Totori no atelier: Arland no renkinjutsushi 2 (トトリのアトリエ ～アーランドの錬金術士 2～?), è un videogioco di ruolo giapponese sviluppato dalla Gust. È stato pubblicato per PlayStation 3 il 24 giugno 2010 in Giappone. Atelier Totori è il dodicesimo capitolo della serie di videogiochi Atelier, e prosegue la falsariga alchemica degli altri titoli. Si tratta del secondo titolo della serie ad essere sviluppato per PlayStation 3, ed è un sequel diretto di Atelier Rorona: Alchemist of Arland, svolgendosi cinque anni dopo gli eventi di Atelier Rorona.
Il videogioco è stato il terzo titolo più venduto fra il 21 ed il 27 giugno 2010, con 53 871 copie vendute ed un aumento di 10 000 copie vedute di Atelier Rorona: Alchemist of Arland. Il videogioco è stato seguito da Atelier Meruru: The Alchemist of Arland 3, pubblicato nel giugno 2011.

## Accoglienza
La rivista Play Generation diede al gioco un punteggio di 73/100, trovando che mancasse della profondità di altri titoli sviluppati da NIS ma comunque la leggerezza della storia e la quantità delle cose da fare lo rendevano comunque un titolo consigliato. La stessa testata lo classificò in seguito come il settimo migliore gioco di ruolo del 2011.